# U Moulin Rougeu
U Moulin Rougeu, izvorno francuski Au Moulin Rouge, je slavno ulje na platnu koje je naslikao Henri de Toulouse-Lautrec između 1892. i 1895. godine. Na njoj je umjetnik zabilježio atmosferu veselja i tjeskobe u noćnom klubu Moulin Rougeu. Naime, Henri de Toulouse-Lautrec je bio povezan s ovim lokalom od samog njegovog otvorenja u Parizu 1889. godine kada je vlasnik kupio umjetnikovu sliku Equestrienne za ukras u foajeu. Lautrec je na slici prikazao habitués ("stanare") i redovite posjetitelje plesne dvorane, uključujući i samoga sebe.
Premda nas balustrada u donjem lijevom kutu kompozicijski odvaja od likova na slici, ona nas također vodi do skupine za središnjim stolom koji su prikazani s dozom prijaznosti. U središtu slike se nalazi stol oko kojeg sjede tri muškarca i dvije žene (Edouard Dujardin, plesačica La Macarona, i fotografi Paul Secau i Maurice Guibert). Iza njih se može prepoznati i sam Lautrec koji sjedi za stolom pored kojega stoji njegov rođak i čest saputnik, doktor Gabriel Tapié de Céleyran. U pozadini su dvije žene za koje se pretpostavlja da su prostitutke, premda jedna od njih snažno sliči na plesačicu La Goulue. Nadalje, lice žene prikazane u prvom planu desno (skandalozna engleska pjevačica May Milton) izobličeno je vještačkom električnom rasvjetom tako da podsjeća na masku koja se koristi u Commedia dell'arte i izravno nas čini da se osjećamo neugodno. Prizor na ovoj slici je nejasan, boje su tamne i monotone, a atmosfera bezlična i tumorna, tako da se pitamo nije li ga umjetnik držao za mjesto zla
Lik žene u desnom kutu su sam umjetnik, ili njegov preprodavač, u jednom trenutku uklonili izrezavši ju iz kompozicije slike. Vjerojatno jer je njezina šokantna pojava sprečavala njezinu prodaju. No, prije 1914. godine ovaj dio je ponovno vraćen na sliku. Slika je danas u posjedu Umjetničkog instituta Chicaga kao dio zbirke Helen Birch Bartlett, gdje je prvi put predstavljena 23. prosinca 1930. godine. God. 2011. slika je izložena i u Londonu na Institutu za umjetnost Courtauld.